# يوني بويانس
يوني بويانس (10 مارس 1988 في بلجيكا - ) هو لاعب كرة قدم بلجيكي في مركز الوسط. شارك مع منتخب بلجيكا تحت 19 سنة لكرة القدم ومنتخب بلجيكا تحت 21 سنة لكرة القدم. أما مع النوادي، فقد لعب مع تشارلتون أثلتيك وستاندارد لييج وكيه في ميخيلين وليرس ونادي جينك.

## وصلات خارجية
- يوني بويانس على موقع الاتحاد البلجيكي (الإنجليزية)
- يوني بويانس على موقع قاعدة بيانات كرة القدم.إي يو (الإنجليزية)
- يوني بويانس على موقع Soccerway.com (الإنجليزية)